# ناثان كينيث باترسون
ناثان كينيث باترسون (بالإنجليزية: Nathan Kenneth Patterson)‏ (مواليد 16 أكتوبر 2001 في غلاسكو، اسكتلندا) هو لاعب كرة قدم محترف اسكتلندي يلعب ك‍ظهير أيمن ل‍نادي إيفرتون في الدوري الإنجليزي الممتاز والمنتخب الاسكتلندي.

## مسيرته الكروية
في 21 ديسمبر 2019، وقع باترسون عقدًا مع رينجرزيبقيه في النادي حتى عام 2022.  ظهر لأول مرة في 17 يناير 2020، في مباراة في كأس اسكتلندا ضد سترانرير في ملعب إيبروكس.  ظهر لأول مرة في الدوري ضد كيلمارنوك في 22 أغسطس 2020، حيث دخل كبديل في الدقيقة 86 في المباراة التي فاز بها فريقه 2-0. 
ظهر باترسون لأول مرة علي المستوي الأوربي في 10 ديسمبر 2020، حيث بدأ المباراة التي فاز بها فريقه 2-0 خارج أرضه على الفريق البولندي لخ بوزنان.  سجل هدفه الأول للنادي في 25 فبراير 2021، في مباراة ضمن منافسات الدوري الأوروبي ضد رويال أنتويرب، وسجل بعد 16.6 ثانية من دخوله كبديل في الشوط الثاني.  

## مسيرته الدولية
مثل باترسون اسكتلندا في مختلف مستويات الشباب حتى أقل من 21 عامًا.  تمت إضافته إلى التشكيلة الوطنية لأول مرة في مايو 2021، قبل بطولة كأس الأمم الأوروبية 2020 المؤجلة.  لعب باترسون أول مباراة دولية له ودياً ضد لوكسمبورغ قبل البطولة. 

## حياته الشخصية
في فبراير 2021، كان باترسون واحدًا من خمسة لاعبي رينجرز الذين فرضت الشرطة الاسكتلندية غرامة عليهم «لحضورهم تجمعًا غير قانوني يضم 10 أشخاص في شقة» في انتهاك لقواعد الإغلاق أثناء وباء فيروس كورونا.  تم حظر باترسون واللاعبين الآخرين لمدة ست مباريات من قبل الاتحاد الأسكتلندي لكرة القدم. 

## الإنجازات
رينجرز
- الدوري الاسكتلندي الممتاز : 20-2021

## روابط خارجية
- Nathan Patterson على Soccerbase